# Język ntoumou
Język ntoumou, także ntumu – język z grupy bantu, używany na terenach od regionu Meyo centre (Kamerun), poprzez Ma’an Ambam, aż do regionu Oyem (Gabon). Jest używany także na obszarze Gwinei Równikowej aż do miasta Niefang.